# Dronten

Dronten é uma cidade localizada na província de Flevolândia, Países Baixos. Tinha, em 1 de janeiro de 2020, uma população de 41.555 habitantes, consistindo em uma densidade populacional de 125 habitantes por quilômetro quadrado. Dessa população, 20.832 eram homens e 20.723 mulheres. No ano de 2020, houve 412 nascimentos e 333 mortes; 2.821 pessoas se mudaram para a cidade e 2.444 saíram, constituindo taxas de natalidade e migração positivas.